# Mortes em maio de 2019
Mortes em 2019: ← Janeiro – Fevereiro – Março – Abril – Maio – Junho – Julho – Agosto – Setembro – Outubro – Novembro – Dezembro →
Esta é uma relação de pessoas notáveis que morreram durante o mês de maio de 2019, listando nome, nacionalidade, ocupação e ano de nascimento.

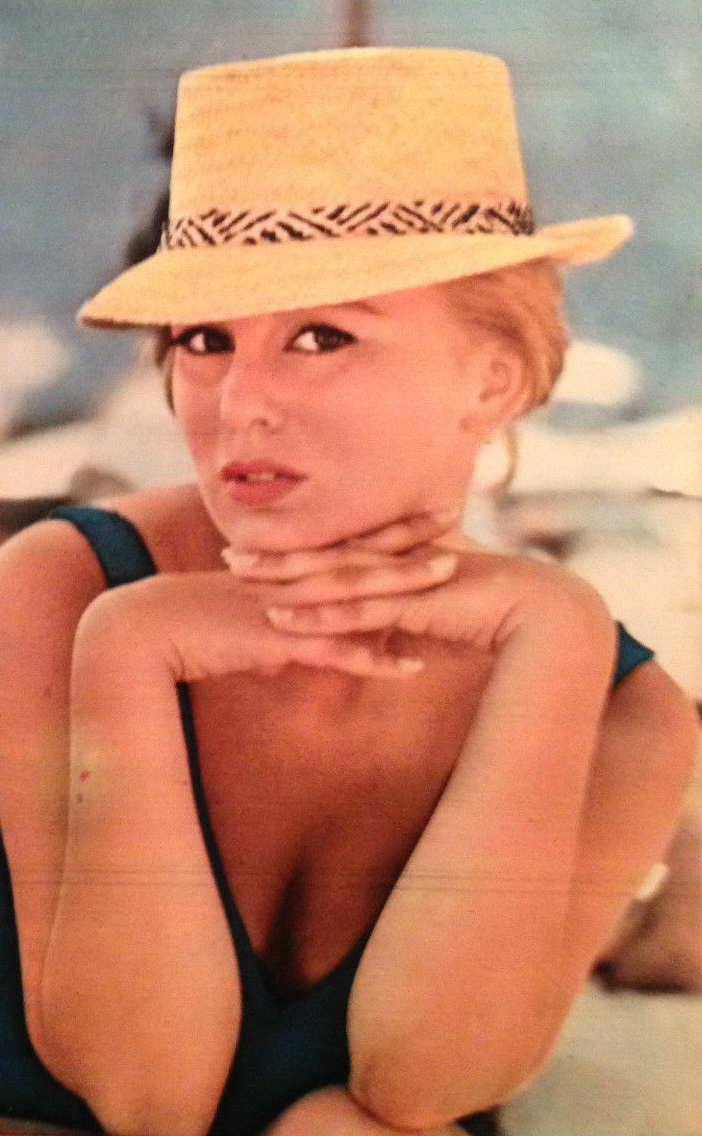
Alessandra Panaro, atriz italiana

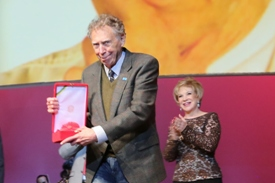
Antunes Filho, diretor de teatro brasileiro

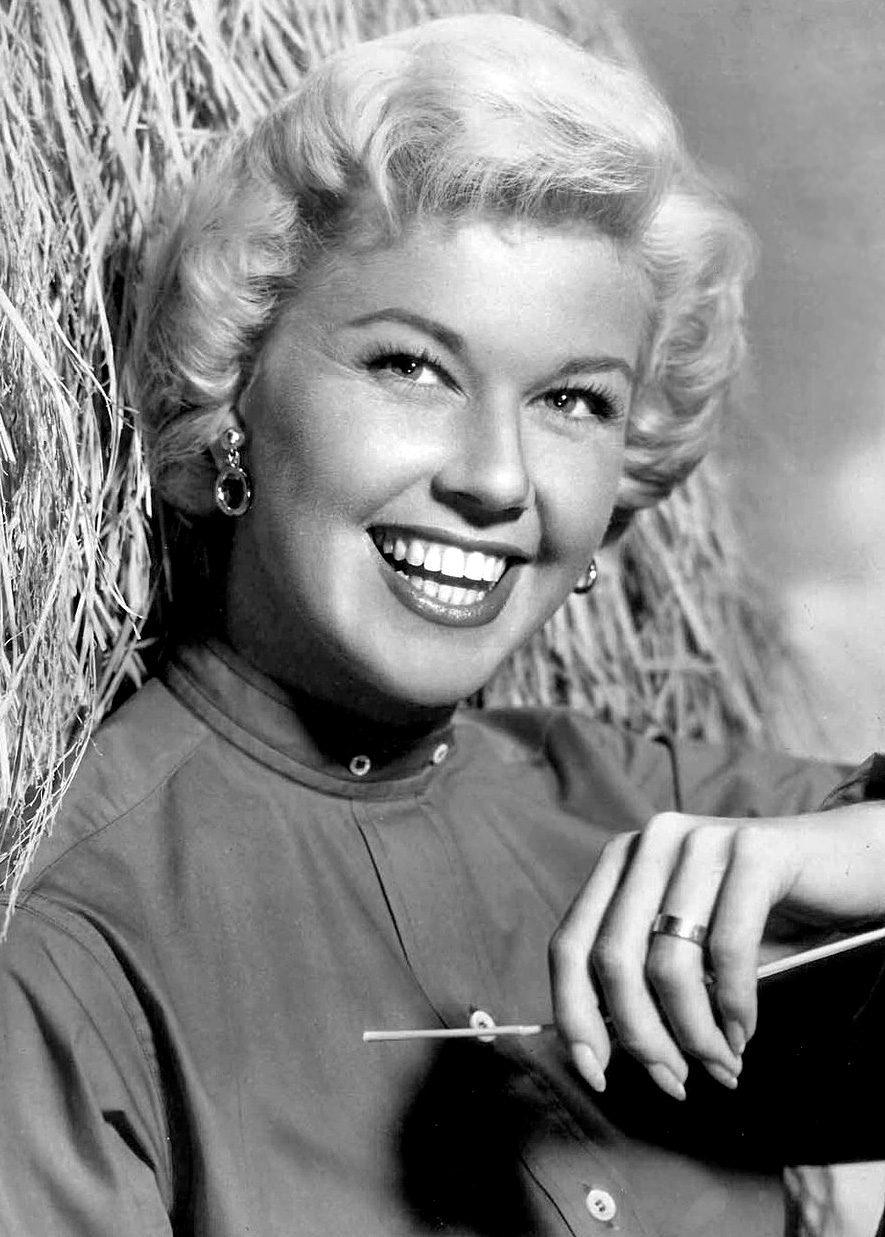
Doris Day, atriz e cantora americana

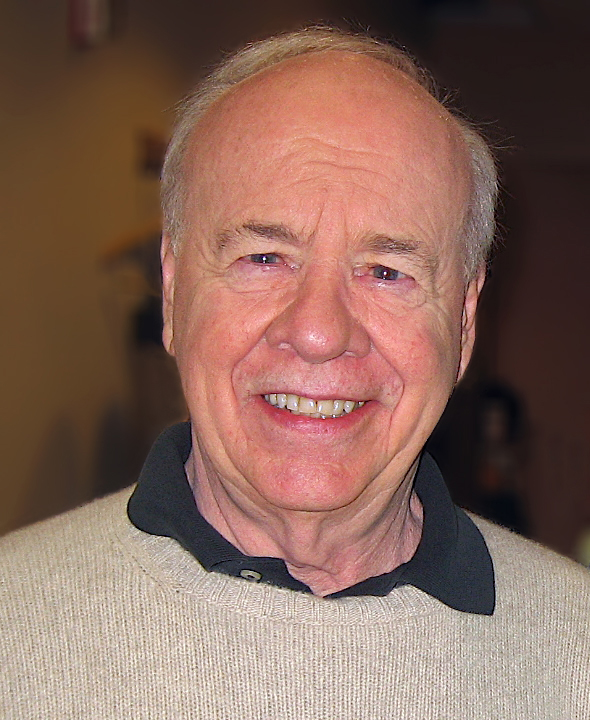
Tim Conway, ator e comediante americano.

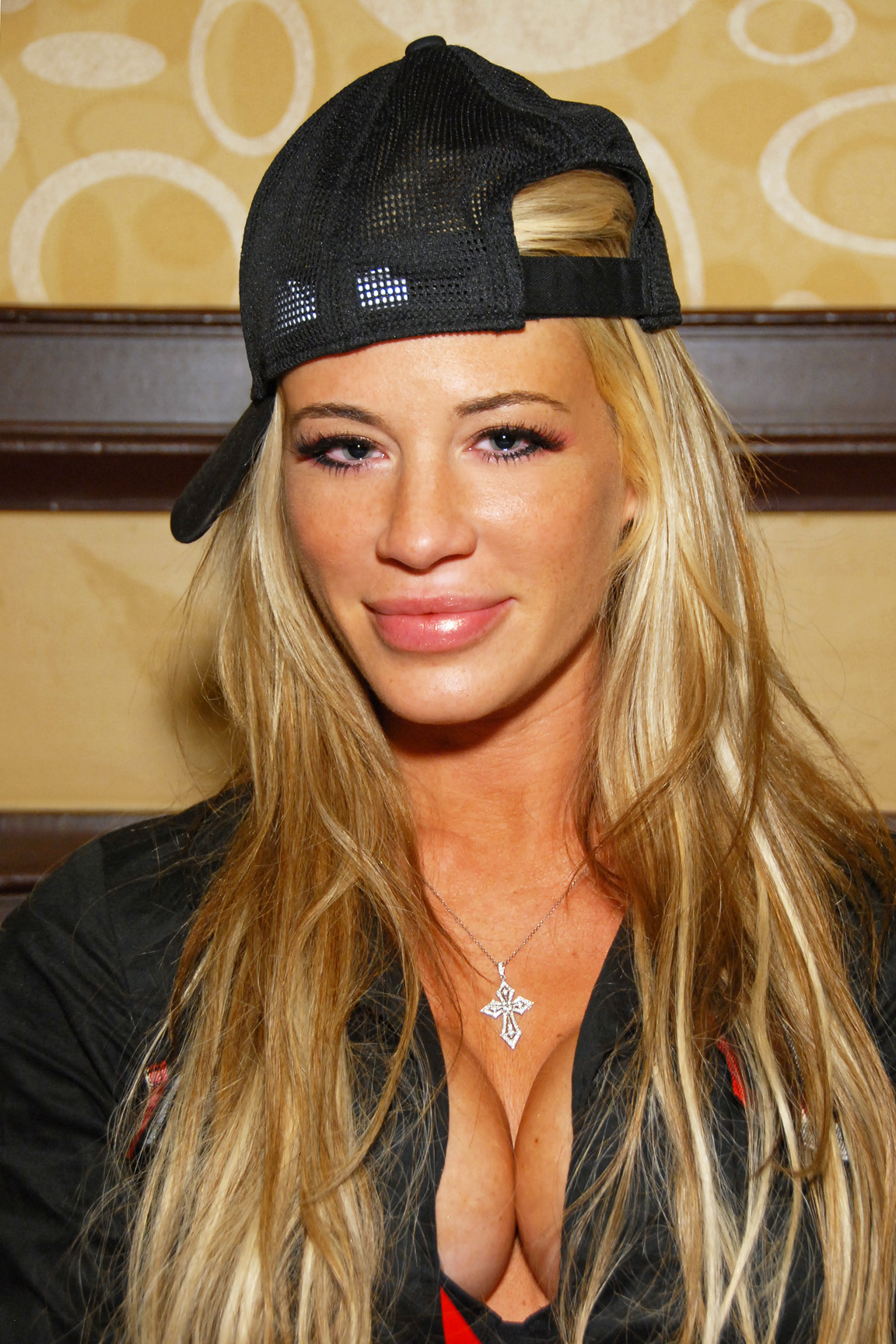
Ashley Massaro, lutadora profissional e modelo americana

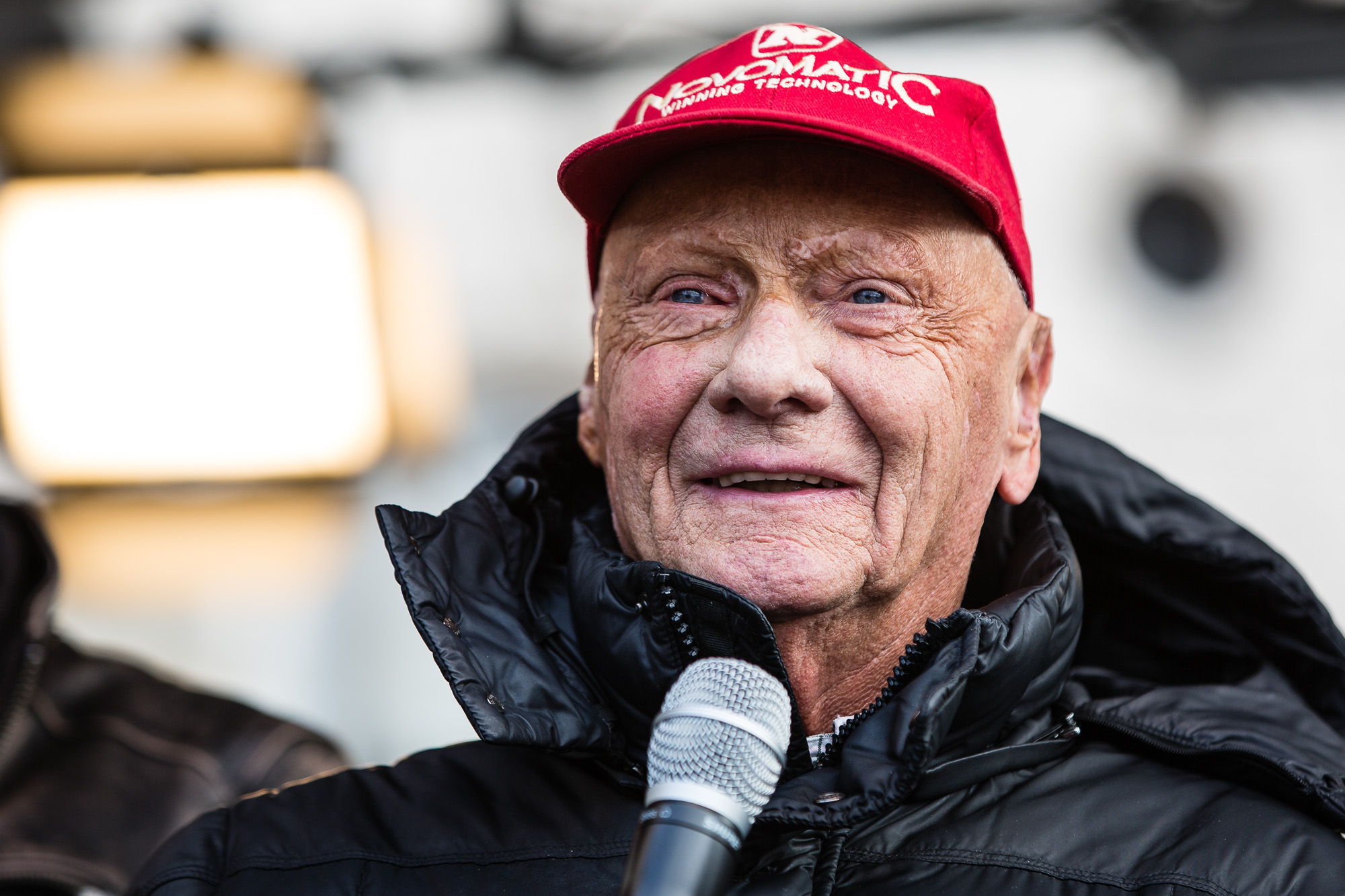
Niki Lauda, piloto de automóveis e empresário austríaco

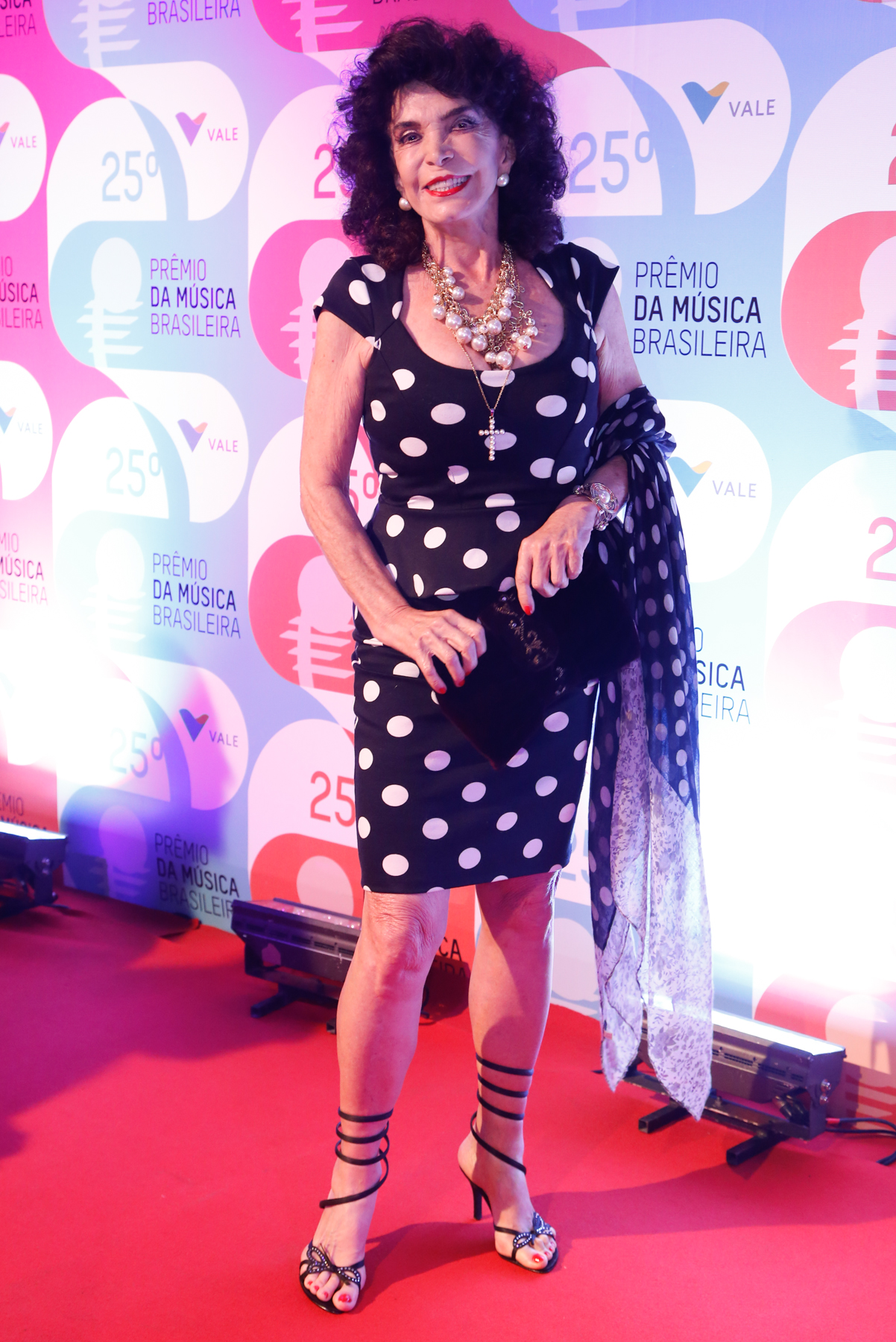
Lady Francisco, atriz brasileira

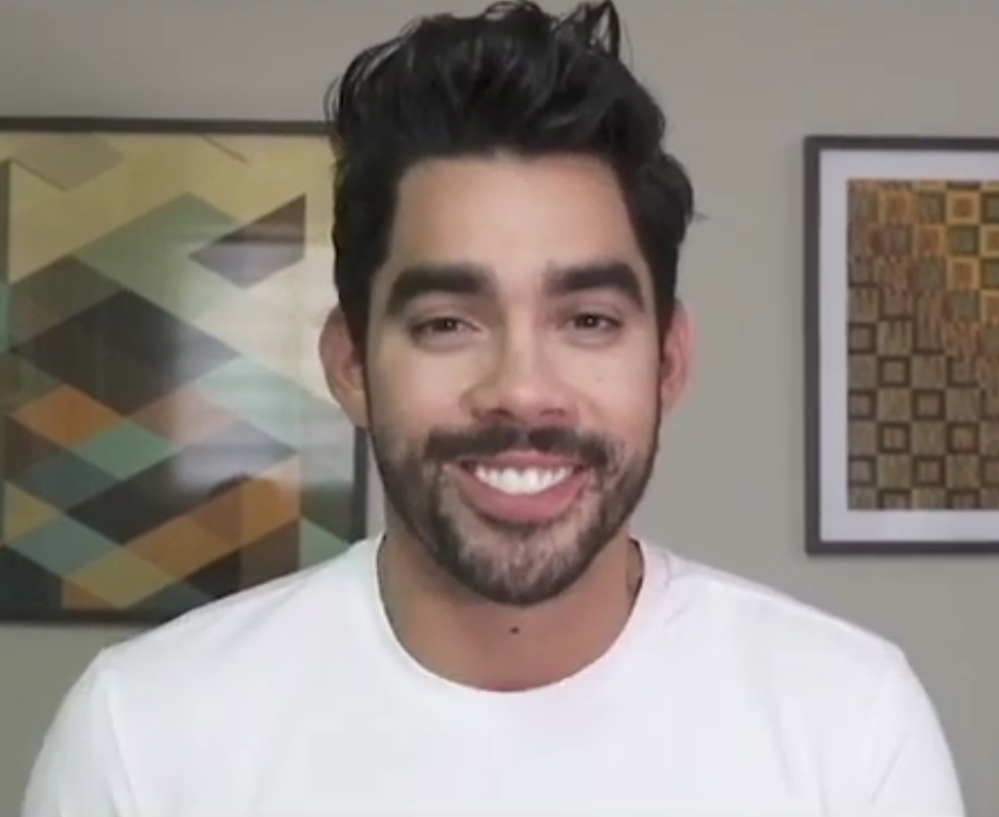
Gabriel Diniz, cantor e compositor brasileiro

| Dia | Nome                        | Profissão ou motivo de reconhecimento | Nacionalidade             | Ano de nasc. | Ref    |
| --- | --------------------------- | ------------------------------------- | ------------------------- | ------------ | ------ |
| 1   | Dinko Dermendzhiev          | Futebolista e treinador               | Bulgária                  | 1941         | [ 1 ]  |
| 1   | José Maria Pena             | Futebolista e treinador               | Brasil                    | 1948         | [ 2 ]  |
| 1   | Alessandra Panaro           | Atriz                                 | Itália                    | 1939         | [ 3 ]  |
| 1   | Heinz Unbehauen             | Engenheiro                            | Alemanha                  | 1935         | [ 4 ]  |
| 2   | Mário Pereira Marques Filho | Político                              | Brasil                    | 1940         | [ 5 ]  |
| 2   | Antunes Filho               | Diretor de teatro                     | Brasil                    | 1929         | [ 6 ]  |
| 3   | Goro Shimura                | Matemático                            | Japão                     | 1930         | [ 7 ]  |
| 5   | Frank Brilando              | Ciclista                              | Estados Unidos            | 1925         | [ 8 ]  |
| 7   | Jean Vanier                 | Filósofo e teólogo                    | Suíça · Canadá            | 1928         | [ 9 ]  |
| 8   | Sprent Dabwido              | Político                              | Nauru                     | 1972         | [ 10 ] |
| 8   | Robert McEliece             | Matemático e engenheiro               | Estados Unidos            | 1942         | [ 11 ] |
| 9   | Alvin Sargent               | Roteirista                            | Estados Unidos            | 1927         | [ 12 ] |
| 9   | Yuan Baohua                 | Político                              | China                     | 1916         | [ 13 ] |
| 10  | Alfredo Pérez Rubalcaba     | Político                              | Espanha                   | 1951         | [ 14 ] |
| 11  | Pua Magasiva                | Ator                                  | Samoa · Nova Zelândia     | 1980         | [ 15 ] |
| 11  | Lúcio Mauro                 | Ator e comediante                     | Brasil                    | 1927         | [ 16 ] |
| 11  | Peggy Lipton                | Atriz e cantora                       | Estados Unidos            | 1946         | [ 17 ] |
| 12  | Viktor Manakov              | Ciclista                              | Rússia                    | 1960         | [ 18 ] |
| 12  | Machiko Kyō                 | Atriz                                 | Japão                     | 1924         | [ 19 ] |
| 12  | Nasrallah Pierre Sfeir      | Cardeal                               | Líbano                    | 1920         | [ 20 ] |
| 13  | Doris Day                   | Atriz e cantora                       | Estados Unidos            | 1922         | [ 21 ] |
| 13  | Micaela Ghițescu            | Tradutora                             | Roménia                   | 1931         | [ 22 ] |
| 13  | Stanton Terry Friedman      | Ufólogo                               | Estados Unidos · Canadá   | 1934         | [ 23 ] |
| 14  | Sven Lindqvist              | Escritor                              | Suécia                    | 1932         | [ 24 ] |
| 14  | Remig Stumpf                | Ciclista                              | Alemanha                  | 1966         | [ 25 ] |
| 14  | Tim Conway                  | Ator e comediante                     | Estados Unidos            | 1933         | [ 26 ] |
| 14  | Michael Rossmann            | Biólogo                               | Alemanha · Estados Unidos | 1930         | [ 27 ] |
| 14  | Urbano José Allgayer        | Bispo                                 | Brasil                    | 1924         | [ 28 ] |
| 16  | Léu                         | Cantor                                | Brasil                    | 1942         | [ 29 ] |
| 16  | Ashley Massaro              | Modelo e lutadora profissional        | Estados Unidos            | 1979         | [ 30 ] |
| 16  | Ieoh Ming Pei               | Arquiteto                             | Estados Unidos · China    | 1917         | [ 31 ] |
| 17  | Neville Lederle             | Automobilista                         | África do Sul             | 1938         | [ 32 ] |
| 17  | Herman Wouk                 | Escritor                              | Estados Unidos            | 1915         | [ 33 ] |
| 18  | Ney da Matta                | Treinador de futebol                  | Brasil                    | 1967         | [ 34 ] |
| 20  | Niki Lauda                  | Automobilista e empresário            | Áustria                   | 1949         | [ 35 ] |
| 23  | Anna Udvardy                | Produtora cinematográfica             | Hungria                   | 1949         | [ 36 ] |
| 23  | José de Anchieta            | Diretor                               | Brasil                    | 1948         | [ 37 ] |
| 24  | Murray Gell-Mann            | Físico                                | Estados Unidos            | 1929         | [ 38 ] |
| 25  | Lady Francisco              | Atriz                                 | Brasil                    | 1935         | [ 39 ] |
| 25  | Nicolae Pescaru             | Futebolista                           | Roménia                   | 1943         | [ 40 ] |
| 26  | Prem Tinsulanonda           | Militar e político                    | Tailândia                 | 1920         | [ 41 ] |
| 26  | Bart Starr                  | Jogador de futebol americano          | Estados Unidos            | 1934         | [ 42 ] |
| 27  | Bill Buckner                | Jogador de beisebol                   | Estados Unidos            | 1949         | [ 43 ] |
| 27  | Gabriel Diniz               | Cantor                                | Brasil                    | 1990         | [ 44 ] |
| 27  | Geraldo Bulhões             | Político                              | Brasil                    | 1938         | [ 45 ] |
| 28  | Edward Seaga                | Político                              | Jamaica · Estados Unidos  | 1930         | [ 46 ] |
| 28  | Carmine Caridi              | Ator                                  | Estados Unidos            | 1934         | [ 47 ] |
| 29  | Tony Glover                 | Músico                                | Estados Unidos            | 1939         | [ 48 ] |
| 29  | Bayram Şit                  | Lutador olímpico                      | Turquia                   | 1930         | [ 49 ] |
| 29  | Walcyr Monteiro             | Escritor                              | Brasil                    | 1940         | [ 50 ] |
| 30  | Thad Cochran                | Político                              | Estados Unidos            | 1937         | [ 51 ] |
| 30  | Frank Lucas                 | Criminoso                             | Estados Unidos            | 1930         | [ 52 ] |
| 30  | Diogo Reesink               | Bispo católico                        | Países Baixos             | 1934         | [ 53 ] |
| 30  | Patricia Era Bath           | Oftalmologista                        | Estados Unidos            | 1942         | [ 54 ] |
| 30  | Paulo de Mello Bastos       | Aviador e ativista                    | Brasil                    | 1918         | [ 55 ] |
| 31  | Roky Erickson               | Músico                                | Estados Unidos            | 1947         | [ 56 ] |
| 31  | José Bulhões Padilha        | Músico Tocantinense                   | Brasil                    | 1954         | [57]   |